# Łaziska (województwo dolnośląskie)
Łaziska (dawniej niem. Looswitz) – wieś w Polsce położona w województwie dolnośląskim, w powiecie bolesławieckim, w gminie Bolesławiec, na Pogórzu Kaczawskim w Sudetach.
W 1963 r. na jeden z domów spadł radziecki samolot myśliwski. Zabił dziecko i osiemnastolatka. Ranił rodziców młodszego. 
W latach 1975–1998 miejscowość administracyjnie należała do województwa jeleniogórskiego.

## Nazwa
W roku 1295 w kronice łacińskiej Liber fundationis episcopatus Vratislaviensis (pol. Księga uposażeń biskupstwa wrocławskiego) miejscowość wymieniona jest jako Lazizka.

## Zabytki
Do wojewódzkiego rejestru zabytków wpisane są:
- Dom szachulcowy nr 38 (d. nr 43) z XIX w.
- Dom mieszkalno-inwentarski nr 50, z 1779 roku, przebudowany w 1828 r.